# Thomas Kufus
Pour les articles homonymes, voir Kufus.
Thomas Kufus, né en 1957 à Essen (Allemagne de l'Ouest), est un producteur de cinéma allemand.
Il est également réalisateur, scénariste et acteur.

## Filmographie

### Comme réalisateur
- 1990 : Mein Krieg
- 1992 : Blockade
- 2005 : Unsere 50er Jahre (série TV, 6 épisodes)

### Comme producteur
- 1994 : Tikhiye stranitsy
- 1994 : Wundbrand
- 1995 : Soldatskiy son
- 1996 : A Tickle in the Heart
- 1997 : Mat i syn
- 1998 : Aprilkinder
- 1999 : Molokh
- 2000 : Klaus Kinski - Ich bin kein Schauspieler
- 2000 : El acordeón del diablo
- 2001 : Black Box BRD
- 2001 : Broadway Bruchsal
- 2001 : Leben nach Microsoft
- 2002 : Ein Kind aus der Ferne (série TV)
- 1902 : Schwarzwaldhaus 1902 (série TV)
- 2003 : Père, fils (Otets i syn)
- 2003 : Reporter vermisst (TV)
- 2003 : Die Kinder sind tot
- 2003 : Adam - Retortenbaby als Lebensretter (TV)
- 2003 : Guten Morgen, Kabul (TV)
- 2004 : Aus Liebe zum Volk
- 2004 : Anna Lindh und ihr Mörder
- 2004 : Siegfried & Roy - Ein Märchen für Erwachsene
- 1900 : Abenteuer 1900 - Leben im Gutshaus (série TV)
- 2005 : Weiße Raben - Alptraum Tschetschenien
- 2005 : Vermisst - Das Geiseldrama in der Wüste (TV)
- 2005 : Deutschland ade (série TV)
- 2005 : Ein Tag mit Folgen (TV)
- 2005 : Abenteuer 1927 - Sommerfrische (série TV)
- 2005 : Unsere 50er Jahre (série TV)
- 2005 : I for India
- 2006 : Das Gestüt (série TV)
- 2007 : Sharon
- 2007 : Heimatklänge
- 2007 : Das Richter Fenster (TV)
- 2007 : Bierbichler
- 2007 : Unsere 60er Jahre (série TV)
- 2008 : My Class - Was aus uns wurde
- 2009 : Sarah und die Küchenkinder (série TV)
- 2009 : 24 h Berlin, une journée en capitale (24 h Berlin - Ein Tag im Leben) (TV)
- 2010 : Wiegenlieder
- 2010 : Die kulinarischen Abenteuer der Sarah Wiener in den Alpen (série TV)
- 2011 : Qui, à part nous (Wer wenn nicht wir)
- 2011 : The Guantanamo Trap
- 2011 : The Flat
- 2011 : Gerhard Richter - Painting
- 2011 : The Boy Who Was a King
- 2012 : Balkan Melodie
- 2012 : Ema auf der Treppe - Gerhard Richter 1966 (TV)
- 2012 : Des abeilles et des hommes (More Than Honey)
- 2012 : Goldrausch - Die Geschichte der Treuhand
- 2013 : Zeit der Helden (série TV)
- 2013 : Miles & War
- 2013 : De l'autre côté du mur (Westen) de Christian Schwochow
- 2014 : Geschlossene Gesellschaft - Missbrauch an der Odenwaldschule
- 2014 : 24 h Jérusalem (TV)
- 2014 : Domino Effect
- 2014 : Sarah Wieners kulinarische Abenteuer in Asien
- 2014 : Titos Brille
- 2015 : Fritz Bauer, un héros allemand (Der Staat gegen Fritz Bauer)
- 2016 : 24 Wochen
- 2016 : Zud
- 2016 : Wrong Elements
- 2016 : Peter Handke: Bin im Wald. Kann sein, dass ich mich verspäte...
- 2017 : Beuys
- 2017 : 24H Bayern (TV)
- 2018 : Das schweigende Klassenzimmer
- 2021 : Ce qui reste d'Anne Zohra Berrached
- 2023 : L'Homme mesuré de Lars Kraume

## Récompenses et distinctions
Jusqu'au début 2017,Thomas Kufus a remporté quatorze prix cinématographiques.